# Бесерра, Хосе
Хосе Бесерра Коваррубьяс (исп. José Becerra Covarrubias; 15 апреля 1936, Гвадалахара — 6 августа 2016) — мексиканский боксёр, представитель легчайшей весовой категории. Выступал на профессиональном уровне в период 1953—1962 годов, владел титулом линейного чемпиона мира в легчайшем весе.

## Биография
Родился в городе Гвадалахара, штат Халиско. Был младшим ребёнком в многодетной семье, имел четверо братьев и сестёр. В возрасте двенадцати лет, участь в пятом классе, перестал посещать школу и устроился работать в ремонтной мастерской.
Дебютировал в боксе на профессиональном уровне в возрасте семнадцати лет в августе 1953 года, победив своего соперника нокаутом в четвёртом раунде. Уже в том же году потерпел и первое в карьере поражение, по очкам в шести раундах от Лоренсо Ибарры. Выходил на ринг довольно часто, в течение последующих шести лет провёл более шестидесяти поединков, из которых проиграл только четыре. Одна из наиболее значимых побед в этот период — победа по очкам над опытным Мануэлем Арментеросом, которому отдавали предпочтение большинство специалистов. Бесерра постепенно поднимался в рейтингах и вскоре вошёл в десятку лучших боксёров легчайшей весовой категории. Он встретился с бывшим чемпионом мира из Италии Марио Д’Агата и выиграл у него досрочно в десятом раунде.
Благодаря череде удачных выступлений удостоился права оспорить титул линейного чемпиона мира в легчайшем весе, который на тот момент принадлежал представителю Франции Альфонсу Халими. Чемпионский бой состоялся в июле 1959 года и продлился восемь раундов — в восьмом раунде Бесерра дважды отправлял Халими в нокдаун и в конечном счёте нокаутировал его. В ранге чемпиона мира мексиканский боксёр совершил масштабный тур по крупным городам США, где активно принимал участие в показательных поединках с различными местными боксёрами. Кроме того, он провёл несколько официальных рейтинговых боёв и во всех одержал победу.
В феврале 1960 года состоялся матч-реванш с Альфонсом Халими, однако французу не удалось вернуть себе чемпионский пояс, Бесерра вновь выглядел лучше и нокаутировал его в девятом раунде. Чуть позже в том же году он и в третий раз защитил принадлежавший ему титул, одолев раздельным решением судей японца Кэндзи Ёнэкуру. Спустя несколько месяцев в нетитульном бою он проиграл нокаутом малоизвестному боксёру Элою Санчесу — это поражение настолько огорчило его, что сразу же по окончании этого боя он объявил о завершении карьеры профессионального спортсмена.
В октябре 1962 года он всё же провёл ещё один профессиональный поединок — он вышел на ринг вместо другого боксёра, получившего травму, и в шестираундовом бою по очкам победил Альберто Мартинеса. Таким образом, всего в его послужном списке 75 боёв, из них 67 закончились для него победой (в том числе 42 досрочно), 5 поражением, в трёх случаях была зафиксирована ничья.